# Уряд Півдня Росії
Уряд Півдня Росії — уряд, що діяв у Криму з червня по листопад
1920. Сформований головнокомандуючим Збройними силами Півдня Росії генерал-лейтенантом бароном П.Врангелем у такому складі:
- Кривошеїн Олександр Васильович — голова,
- Струве Петро Бернгардович — міністр закордонних справ,
- Бернацький Михайло Володимирович — міністр фінансів,
- В. Налбандов — міністр торгівлі та промисловості,
- Глинка Григорій В'ячеславович — міністр землеробства,
- Таганцев Микола Миколайович — міністр юстиції.

10 серпня 1920 його офіційно визнала Франція. Уряд мав лише номінальну владу, тому що П. Врангель сполучав посади головнокомандуючого збройними силами і правителя Півдня Росії, тобто у своїй особі об'єднував військову і цивільну владу. Після поразки врангелівських військ 17 листопада 1920 припинив існування.

## Режим Врангеля
Врангель проводив більш гнучку і помірковану політику, ніж його попередник А.Денікін. Загальні її напрями: збройна боротьба з більшовиками; створення правопорядку, який підтримували б найширші верстви населення, в тому числі дрібні селяни-власники, поліпшення матеріального добробуту робітників і задоволення їхніх професійних потреб. Внутрішнє життя в Криму та на Півдні України регламентувалося наказами головнокомандувача, правилами, тимчасовими положеннями і розпорядженням уряду Півдня Росії (голова — О.Кривошеїн), які підлягали обов'язковому затвердженню П.Врангелем.
Радикальний характер мала аграрна реформа. Згідно з наказом головнокомандувача «Про землю» 7 червня 1920, за селянами закріплювалися захоплені після Жовтневої революції 1917 землі, які переходили у довічну спадкову власність нового хазяїна. Він мав сплачувати за землю протягом 25 років 1/5 частину середнього за останні 10 років врожаю. Це мало забезпечити перехід землі до «справжніх міцних хазяїв». Розміри поміщицьких землеволодінь значно обмежувалися. Реалізація положень реформи покладалася на створені замість волосних та сільських рад органи селянського самоврядування — волосні земські установи і сільські громади («Тимчасове Положення про волосні земські установи» від 28 липня 1920).
Зазнали змін погляди білогвардійського керівництва щодо національного питання. Відмовившись від ідеї «єдиної та неподільної Росії», Врангель проголосив курс на створення «широкої федерації», заснованої на «вільному волевиявленні населення» новопосталих державних утворень. З метою створення єдиного антибільшовицького фронту здійснено спроби встановити зв'язки з С. Петлюрою та Н. Махном. У жовтні 1920 Врангель пристав на пропозицію С. Петлюри про укладення військово-політичної угоди на умовах повної незалежності України у внутрішньому управлінні при єдності головного командування «над усіма збройними силами і забезпеченні загальнодержавних інтересів». За браком часу угоду не було укладено.
У ході контрнаступу Південного фронту (жовтень 1920) головні сили Врангеля були розгромлені радянськими військами у Північній Таврії. Після втрати кримських укріплень (7 листопада 1920) залишки Російської армії і значна кількість цивільних осіб евакуювалися за кордон.